# العتم (مبين)

تعديل مصدري - تعديل

العتم هي إحدى قرى عزلة بني الشومي بمديرية مبين التابعة لمحافظة حجة، بلغ تعداد سكانها 469 نسمة حسب تعداد اليمن لعام 2004.